# Петко Дойнов Великов
Петко Дойнов Великов е български духовник, съратник на Васил Левски.

## Биография
Иконом Петко Дойнов Великов е роден през 1833 г. в с. Еркеч и е починал в блаженство на 31 януари / петък-Атанасовден н.ст./ 1931 г. В регистъра за населението на Община Еркеч (сега Козичино), датата на кончината му е отбелязана на следващия ден като 1 февруари 1931 г., вероятно по причина, че поради тежката зима или заради празника, предният ден е бил неработен. По негово изрично желание е погребан на метър от криптата на църквата, но извън нея.
В тежките години след победата на ген. Дибич Задбалканский над Османската империя и след оттеглянето му по обратния път към Русия /1828 – 1830/ хиляди семейства са емигрирали към близките до България райони на Русия /Бесарабия/. Тези, които са останали, обратно на появилия се повсеместен страх от гонения са продължили съграждането на българското. Около 1840 – 1842 г. четирима еркечлии от най-знатните родове на селото, са подковали конете си и упълномощени след решение в селото са потеглили към Цариград, за разрешение за църква. Водач им е бил Демир от Карачобански род, който по-късно се сродява с последвалия го Дойно, чийто син Петко Дойнов по-късно оглавява църквата. Трети е Кольо от рода на Кесите, който също се сродява с попския род и Рою от рода на Емшерите. През 1847 църквата е завършена, но за няколко години всички назначени свещеници/ някои от гръцки произход/ биват изгонени от селото, до идването на Паисий Габровски – от Троянския манастир. Според проф. д. и. н. Петър Куцаров, той е служил в продължение на близо 10 години в Еркеч и за този период е подготвил бъдещият свещеник поп Петко за свой наследник, преди да се завърне в Троянски манастир, както и Петър Липчев-Питанак за бъдещ учител.

### Първа среща с Левски
Идването на Левски в Еркеч е било изненада за всички. Дотогава, местните само са чували за такъв човек, който ходи из страната да подтиква хората към бунт. И в двете книги на проф. Куцаров „Еркеч“ и "Еркеч и еркечани" има единодушни свидетелства на живи хора за посещението на Апостола. Според тях, той е дошъл по Велики пости през 1871 г. след обяд с двама придружители. В такова скучно село, съвсем естествено, облечените във „френски дрехи“ търговци привличат внимание. Документи за идването на Левски естествено няма. Още по-наивно е да се мисли, че ще има и Протокол на състоялата се среща. Но народната памет е дълга. И стотици местни люде твърдят едно и също без да си противоречат по отношение на посещението на непознатия революционер. Базирайки се на спомените на възрастни хора, Община Козичино издава писмо на 5 януари 1961 г., потвърждаващо посещението на Левски в Еркеч, заради предстоящо публикуване на статия в окръжния вестник „Черноморски фронт“-Бургас. Но и тук Общината пише в достатъчно пестелива форма, заради факта, че данните са от външни свидетели, а не лично от поп Петко Дойнов, който до смъртта си е мълчал. Тоест, както казват местните хора, „данните са иззад плета, а не измежду четирите стени на къщата“. Днес, през 2011 г., благодарение на данни, предоставени от правнучките на съратника на Левски, поп Петко Дойнов, Велика п. Петкова, Кераца Дойнова и дъщеря ѝ Добрина, беше установено, че Апостола наистина е идвал в дома им. Под претекст, че ще закупува едър добитък, той влязъл в къщата. Огледал в „хлява“ / „дама“ / животните. Гостили го на втория етаж. Разкрил е истинската цел на посещението си и след съгласие е ръкоположил поп Петко за председател на Частен революционен комитет – Еркеч. Същият е дал клетва. Първите поставени задачи са били прости. Да се събират хора и пари. Изначало попа, прегърнал вече делото, е броил 42 златни монети и е дал обещание да привлече хора. Наследниците не уточняват какви са били парите – златни турски лири, наполеони или златни монети с лика на Екатерина ІІ. И в двете книги написани дотогава за това посещение се твърди, че лично поп Петко е съпроводил Левски до съседното село Голица. Според неговите наследници това се разминава с истината. Превеждането на Апостола от Еркеч до Голица е извършил Кръстю Митев по прякор „Клехунката“. Той е изпратен от попа, но не е знаел кого и защо води до съседното село. Там Апостола е говорил с местния поп Дойчо Иванов (? – 1915 г.) и е пренощувал в дома на Димчо Йоргакиев, според свидетелствата на дядо Илия Кичука. Същият твърди, че Левски в с. Голица е търсел „зрънца“ при срещата си. Това на местен жаргон значи, че е търсел патрони за револвер. Оттук нататък следите на Левски за местните хора са неизвестни и най-вероятно той се е насочил към с. Аврен, Варненско. Няма податки за създаден комитет в с. Голица. Предполага се, че всичко е приключило с един сериозен разговор без плодотворни следствия и една безпроблемна нощувка.

#### Втора среща с Левски
Съмненията за второ посещение на Левски в Еркеч са големи и тук свидетелствата се разделят. Наполовина от живите по тези времена твърдят, че е идвал втори път, а останалите твърдят обратно. Такива са данните, които са оставени на поколенията чрез устни предания. Същите раздвоени мнения четем и в книгите посветени на Еркеч. Но и тук всичко, което се говори е извън двора на поп Петковата къща. Вътре тайната се е пазела, според твърденията на близките му стриктно. Едва сега / 2011 г./ те споделят, че Левски е идвал втори път и без да обикаля селото и да разпитва е почукал на прозореца на Петко-дойновата къща доста след мръкване. Цялата вечер е минала в разговори, пак в отсъствието на жена му и децата. Според свидетелствата на невръстните, които също не могли да заспят, на изпроводяк чули следната размяна на реплики. Непознатият човек казал: "Всичко разбрах попе! Вие сте си решили сами въпроса с Робството и Свободата, ама само във ваш`то село, а аз ти говоря за Свободата на България. Търси пак! "

#### Мълчанието на поп Петко
В първите 5 години след изпълнението на присъдата над Левски до Освобождението през 1878 г., повсеместното мнение сред хората е било, че той е престъпник, който е качен на бесилото благодарение на свещеника Кръстю Никифоров от Ловеч. Считан е за виновен, че заради провала в Арабаконашкото приключение е повлякъл в злочести съдбини още 60 души, заточени в Диарбекир. Косвени доказателства за това странно твърдение се виждат в „Диарбекирски дневник и спомени“ стр.108 – 109 на Тоне Крайчов от с. Желява. Там има нещо смущаващо. Когато на заточениците е било съобщено, че техният водач е вече обесен, те изкарали гайдата и тропнали в двора на истанбулския затвор хоро. После по настояване на други затворници, които гледали през прозорците на килиите си, изиграли още няколко хора...Не по добро е било мнението на хората към истинските революционери след Освобождението. Хвърковатият Филип Тотю е забравен в румънски затвор и не е потърсен цели 6 години след Освобождението, четем в книгата на Филип Симидов "Прочутият Филип Тотю войвода". Кап. Петко войвода е подложен на преследване и тормоз от новоиздигналите се управници, пише Николай Хайтов. Петър Левски умира в нищета с патерици, въпреки загубата на крак в битката при Шипка, в очакване на пенсия като „поборник-опълченец“. Това е само едната причина за скромното мълчание на поп Петко Дойнов, но не единствената. Над българската църква тегне и друго обвинение, че свещеник Кръстю Никифоров е предател. Това обуславя мълчанието на Петко Дойнов до последния му дъх през 1931 г. Интересно е да се отбележи, че мълчи не само той. Мълчат и всички останали, които са се докоснали или тепърва се опитват да се докоснат до Левски. През 1937 г. Васил Пандов Шанов прави погрешен превод на шифрована телеграма № 1117/ 24.11.1872 г. и с това дългогодишната клевета срещу Църквата вече е „документирана“. Поп Петко Дойнов не е вече между живите, но това обяснява мълчанието на неговите синове и внуци, които пазят пресни спомени. Същата телеграма № 1117 е преведена отново по време на новоизграждащия се социализъм през 1952 г. пак от В. Шанов в още по-изопачен вид и мълчанието на наследниците продължава. Едва през 1973 г. по искане на историка Димитър Панчовски е направен нов превод от Мария Михайлова-Мръвкарова и се доказва категорично, че поп Кръстю е невинен. Но и тук мълчанието продължава. Доказателствата са безспорни, но резултата е шокиращ. Панчовски написва книгата си "Последните дни на Левски" веднага, но я издава едва през 1989 г., когато намира за удачно, че мълчанието може да се наруши, а истината да бъде вече изречена. Едва сега, след повече от 140 години, потомците на поп Петко Дойнов Великов добавят щрихи към портрета на Апостола и историята на селото си.